# Skaftafellsjökull
Der Skaftafellsjökull ist eine 10 Kilometer lange und knapp 2,5 Kilometer breite Gletscherzunge des Vatnajökull in Island.

## Lage
Er liegt im Vatnajökull-Nationalpark, genauer im ehemaligen Skaftafell-Nationalpark zwischen der Skaftafellsheiði im Westen und dem Hafrafell im Osten. 

## Abfluss
Unterhalb des Gletschers befindet sich ein Gletschersee von unterschiedlicher Größe. Aus ihm strömt der kleine Fluss Skaftafellsá, der in die Skeiðará mündet.